# Serra das Araras
Serra das Araras är ett berg i Brasilien.   Det ligger i kommunen Rio Claro och delstaten Rio de Janeiro, i den sydöstra delen av landet, 900 km sydost om huvudstaden Brasília. Toppen på Serra das Araras är 714 meter över havet, eller 69 meter över den omgivande terrängen. Bredden vid basen är 0,53 km.
Terrängen runt Serra das Araras är huvudsakligen kuperad, men åt sydost är den platt. Närmaste större samhälle är Rio Claro, 9,4 km väster om Serra das Araras.
I omgivningarna runt Serra das Araras växer i huvudsak städsegrön lövskog. Runt Serra das Araras är det ganska glesbefolkat, med 47 invånare per kvadratkilometer.